# Bahnstrecke Langenthal–Melchnau
| Streckennummer (BAV): | 414 (Langenthal Gaswerk–St. Urban Ziegelei) |                                                                               |                                                                      |
| Fahrplanfeld: | 414                                         |                                                                               |                                                                      |
| Streckenlänge: | 12.14 km                                    |                                                                               |                                                                      |
| Spurweite: | 1000 mm (Meterspur)                         |                                                                               |                                                                      |
| Stromsystem: | 1200 Volt =                                 |                                                                               |                                                                      |
| Maximale Neigung: | 45 ‰                                        |                                                                               |                                                                      |
| |                                             |                                                                               |                                                                      |
| \| \| 0.00 \| Langenthal \| 472 m ü. M. \| \| \| 1.10 \| Langenthal Gaswerk \| 465 m ü. M. \| \| \| \| nach Niederbipp \| \| \| \| 1.72 \| Langenthal Industrie Nord Seit 2006 \| 458 m ü. M. \| \| \| 2.70 \| Mumenthal Aufgehoben seit 2013 \| 461 m ü. M. \| \| \| \| Bahnstrecke Olten–Bern \| \| \| \| 3.18 \| Kaltenherberg \| 454 m ü. M. \| \| \| 4.44 \| Schmitten \| 456 m ü. M. \| \| \| 5.04 \| Roggwil Dorf \| 452 m ü. M. \| \| \| 5.90 \| Roggwil Buchägerten \| 452 m ü. M. \| \| \| 6.47 \| St. Urban \| 447 m ü. M. \| \| \| \| \| \| \| \| \| St. Urban Kloster geplant \| \| \| \| 6.98 \| St. Urban Ziegelei 1982 stillgelegt, 1989 reaktiviert \| 450 m ü. M. \| \| \| \| Sängi Personenverkehr stillgelegt 1982, Strecke zurückgebaut 2015/16 \| \| \| \| 9.28 \| Untersteckholz Personenverkehr stillgelegt 1982, Strecke zurückgebaut 2015/16 \| 492 m ü. M. \| \| \| \| Gjuch Personenverkehr stillgelegt 1982, Strecke zurückgebaut 2015/16 \| \| \| \| 12.14 \| Melchnau Personenverkehr stillgelegt 1982, Strecke zurückgebaut 2015/16 \| 524 m ü. M. \| |                                             |                                                                               |                                                                      |
| Kopfbahnhof Streckenanfang | 0.00                                        | Langenthal                                                                    | 472 m ü. M.                                                          |
| Haltepunkt / Haltestelle | 1.10                                        | Langenthal Gaswerk                                                            | 465 m ü. M.                                                          |
| Abzweig geradeaus und nach links |                                             | nach Niederbipp                                                               | nach Niederbipp                                                      |
| Haltepunkt / Haltestelle | 1.72                                        | Langenthal Industrie Nord Seit 2006                                           | 458 m ü. M.                                                          |
| ehemaliger Haltepunkt / Haltestelle | 2.70                                        | Mumenthal Aufgehoben seit 2013                                                | 461 m ü. M.                                                          |
| Kreuzung geradeaus oben |                                             | Bahnstrecke Olten–Bern                                                        | Bahnstrecke Olten–Bern                                               |
| Haltepunkt / Haltestelle | 3.18                                        | Kaltenherberg                                                                 | 454 m ü. M.                                                          |
| Haltepunkt / Haltestelle | 4.44                                        | Schmitten                                                                     | 456 m ü. M.                                                          |
| Bahnhof | 5.04                                        | Roggwil Dorf                                                                  | 452 m ü. M.                                                          |
| Haltepunkt / Haltestelle | 5.90                                        | Roggwil Buchägerten                                                           | 452 m ü. M.                                                          |
| Bahnhof | 6.47                                        | St. Urban                                                                     | 447 m ü. M.                                                          |
| Abzweig geradeaus und ehemals nach links · Strecke von rechts (außer Betrieb) |                                             |                                                                               |                                                                      |
| Strecke · Haltepunkt / Haltestelle Streckenende (Strecke außer Betrieb) |                                             | St. Urban Kloster geplant                                                     | St. Urban Kloster geplant                                            |
| Haltepunkt / Haltestelle Strecke ab hier außer Betrieb | 6.98                                        | St. Urban Ziegelei 1982 stillgelegt, 1989 reaktiviert                         | 450 m ü. M.                                                          |
| Haltepunkt / Haltestelle (Strecke außer Betrieb) |                                             | Sängi Personenverkehr stillgelegt 1982, Strecke zurückgebaut 2015/16          | Sängi Personenverkehr stillgelegt 1982, Strecke zurückgebaut 2015/16 |
| Bahnhof (Strecke außer Betrieb) | 9.28                                        | Untersteckholz Personenverkehr stillgelegt 1982, Strecke zurückgebaut 2015/16 | 492 m ü. M.                                                          |
| Haltepunkt / Haltestelle (Strecke außer Betrieb) |                                             | Gjuch Personenverkehr stillgelegt 1982, Strecke zurückgebaut 2015/16          | Gjuch Personenverkehr stillgelegt 1982, Strecke zurückgebaut 2015/16 |
| Kopfbahnhof Streckenende (Strecke außer Betrieb) | 12.14                                       | Melchnau Personenverkehr stillgelegt 1982, Strecke zurückgebaut 2015/16       | 524 m ü. M.                                                          |

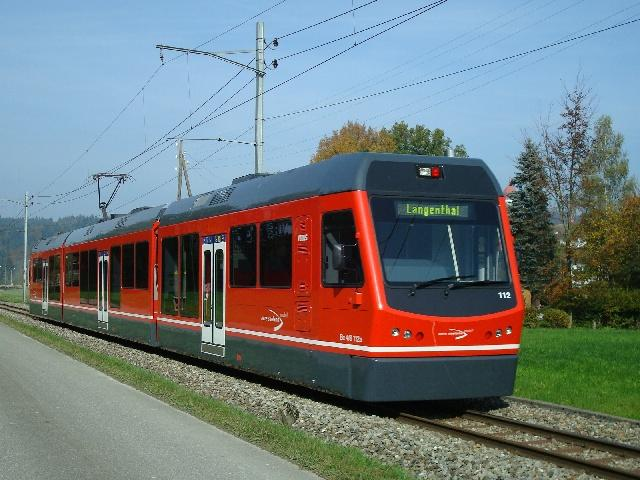
Stadler STAR-Gelenktriebzug Be 4/8 112 Venus zwischen St. Urban und St. Urban Ziegelei.

Die Bahnstrecke Langenthal–Melchnau ist eine meterspurige Schmalspurbahn von Langenthal nach St. Urban; ursprünglich führte sie bis Melchnau. Die Strecke liegt im Schweizer Kanton Bern und wird heute durch die Aare Seeland mobil betrieben.

## Geschichte
Die Bauarbeiten begannen am 6. Dezember 1915, jedoch nicht ab Langenthal, sondern ab dem Anschlusspunkt Langenthal Gaswerk an die Bahnstrecke Langenthal–Oensingen der Langenthal-Jura-Bahn, abgekürzt LJB. Diese wurde bereits am 26. Oktober 1912 eröffnet. Auf diesem kurzen Abschnitt fuhren sowohl die Züge der Langenthal-Melchnau-Bahn wie auch die der Langenthal-Jura-Bahn. Die Bahnstrecke Langenthal–St. Urban–Melchnau wurde am 6. Oktober 1917 durch die damalige Langenthal-Melchnau-Bahn, abgekürzt LMB, durchgehend eröffnet und von Beginn an elektrisch betrieben.
Da die Bahnstrecke wie auch der Fahrzeugpark der Langenthal-Melchnau-Bahn den Normalien der Langenthal-Jura-Bahn entsprachen, konnte der entsprechende Fahrzeugpark freizügig eingesetzt werden. Für den Güterverkehr wurden von Beginn an auch Rollschemel eingesetzt. Dies ermöglichte den Transport von Gütern ohne aufwändiges Umladen auf Normalspur.
Die Geschäftsleitung wie auch die Betriebsführung lag von Beginn an bei der Langenthal-Jura-Bahn. Durch Fusionen und Namensänderung des Unternehmens wurde die Bahnstrecke in der Folge durch die folgenden Unternehmen betrieben: Oberaargau-Jura-Bahnen, abgekürzt OJB; dieses Unternehmen entstand 1958 durch die Fusion der Langenthal-Jura-Bahn mit der Langenthal-Melchnau-Bahn. 1990 wurde das Unternehmen in Regionalverkehr Oberaargau, abgekürzt RVO, umbenannt. Diese wiederum fusionierte 1999 mit der Biel-Täuffelen-Ins-Bahn, abgekürzt BTI, und den Oberaargauischen Automobilkursen, abgekürzt OAK, zum Transportunternehmen des öffentlichen Verkehrs Aare Seeland mobil, abgekürzt asm. Seit 1999 ist Aare Seeland mobil Eigentümerin und Betreiberin der Strecke. Zwischen Langenthal und St. Urban Ziegelei findet Personenverkehr im Halbstundentakt statt.

### Teilumstellung auf Autobusbetrieb
Unter den damaligen Oberaargau-Jura-Bahnen wurde der Personenverkehr zwischen dem im Kanton Luzern gelegenen St. Urban und dem im Kanton Bern gelegenen Melchnau am 22. Mai 1982 auf Autobusbetrieb umgestellt. Eine neue Autobuslinie von Roggwil über St. Urban erschloss nun Melchnau über Untersteckholz, anderseits erschloss eine ebenfalls neue Autobuslinie Langenthal mit Melchnau direkt über Obersteckholz, also ohne zeitraubenden Umweg über Roggwil und St. Urban.
Die Autobuslinie von Roggwil über St. Urban und Untersteckholz nach Melchnau wurde jedoch nur kurze Zeit betrieben. Damit wurde in der Folge Untersteckholz vom öffentlichen Personenverkehr abgeschnitten. Am 28. Mai 1989 wurde der kurze Abschnitt von St. Urban nach St. Urban Ziegelei für den Personenverkehr reaktiviert.

### Stilllegung des Abschnitts St. Urban–Melchnau
Das Stationsgebäude von Melchnau mitsamt der Remise sowie das Haltestellengebäude von Untersteckholz wurden mittlerweile an Privatpersonen verkauft. Der einzige grössere Güterkunde auf dem Teilstück St. Urban–Melchnau war die Landi-Filiale in Melchnau, bevor die Strecke 2012 endgültig stillgelegt wurde.
Von 2015 bis 2016 wurde der Abschnitt St. Urban-Melchnau zurückgebaut. Der Rückbau wurde durch den Verkauf des Trassees und Abbruchmaterial finanziert. Grösster Käufer in Melchnau war die Gemeinde Melchnau, welche das erworbene Land als Realersatz für das zukünftige Hochwasserschutzprojekt tauschen wird.

### Stilllegung der Haltestelle Mumenthal und Inbetriebnahme der Haltestelle Langenthal Industrie Nord
Aufgrund des Neubaus der Migros an der Wiesenstrasse in Langenthal wurde der Verkaufsladen in ein Provisorium in der Industrie Nord verlegt (heutiges Ottos-Gebäude). Im Zusammenhang damit wurde am 20. Juli 2006 eine provisorische Haltestelle eingerichtet. Am 2. Oktober 2015 wurde die definitive Haltestelle in Betrieb genommen. Die Haltestelle «Mumenthal» wurde am 15. Dezember 2013 aufgehoben. Diese darf nicht mit der Haltestelle «Hard-Mumenthal» verwechselt werden, die sich an der Strecke Langenthal-Aarwangen-Oensingen befindet.

### Geplante Museumsbahn
Ab 1999 revidierte der Verein Freunde Schweizer Schmalspurbahnen, abgekürzt FSS, in der Remise von Melchnau den ursprünglich durch die Langenthal-Melchnau-Bahn beschafften Motorwagen Ce 2/2 14 mit dem Ziel, diesen auf einer künftigen Museumsbahn St. Urban–Melchnau zu betreiben. Wegen des schleppenden Vorankommens der Revisionsarbeiten infolge der fehlenden finanziellen wie auch personellen Mittel des Vereins kündigte Aare-Seeland mobil dem Verein jedoch den Mietvertrag der Remise in Melchnau. Durch die Stilllegung ist auch das Projekt einer Museumsbahn hinfällig.

## Zukunft

### Verlegung der Strecke zum Kloster St. Urban
Bis frühestens 2030 soll die auf Berner Kantonsgebiet liegende Endstation St. Urban Ziegelei vor das auf Luzerner Boden gelegenem Kloster St. Urban mit der Luzerner Psychiatrie verlegt werden. Mit neuen Bushaltestellen soll so ein regionaler Knotenpunkt des öffentlichen Verkehrs entstehen.